# Lussant
Lussant é uma comuna francesa na região administrativa da Nova Aquitânia, no departamento de Charente-Maritime. Estende-se por uma área de 8,79 km². Em 2010 a comuna tinha 1 023 habitantes (densidade: 116,4 hab./km²).